# Radek Záruba
Radek Záruba (Děčín, 5 de junio de 1979) es un deportista checo que compitió en piragüismo en la modalidad de aguas tranquilas. Ganó una medalla de plata en el Campeonato Europeo de Piragüismo de 2000, en la prueba de K2 500 m.

## Palmarés internacional
| Campeonato Europeo | Campeonato Europeo | Campeonato Europeo | Campeonato Europeo |
| Año                | Lugar              | Medalla            | Competición        |
| ------------------ | ------------------ | ------------------ | ------------------ |
| 2000               | Poznań (Polonia)   | Medalla de plata   | K2 500 m           |